# 176e division de fusiliers (1re formation)
Pour les articles homonymes, voir 176e division.
La 176e division de fusiliers (russe : 176-я стрелковая дивизия) est une division d'infanterie de l'Armée rouge pendant la Seconde Guerre mondiale.
Dans le cadre du renforcement militaire soviétique lancé avant-guerre, la division est créée en 1939 à Kryvyï Rih dans le district militaire d'Odessa et, au moment de l'invasion allemande de l'Union soviétique, se trouve dans la même zone, affectée au 35e corps de fusiliers. Étant relativement éloigné de la frontière, elle échappe aux premiers désastres et se retire en bon ordre à travers le sud de l'Ukraine jusqu'à l'automne, au sein de la 9e armée. Elle a ensuite participé à la contre-offensive contre le groupe d'armées allemand Sud qui libère Rostov-sur-le-Don pour la première fois en décembre. Lorsque le groupe d'armées A commence son offensive d'été en 1942, le 176e se replie dans la région du Caucase, perdant ainsi une grande partie de ses forces, mais aidant à assurer une défense solide le long de la rivière Terek et finalement devant Ordjonikidze. À la suite de ces combats, la division et son régiment d'artillerie reçoivent l'Ordre du Drapeau rouge. Après l'encerclement de la 6e armée allemande à Stalingrad, la 176e s'avance dans le Caucase occidental et entre dans la tête de pont de Malaya Zemlya, au sud de Novorossiïsk, au printemps 1943, où elle contribue à vaincre l'opération allemande Neptune en avril et participe à l'automne à la libération de la ville, pour laquelle elle est rebaptisée 129e division de fusiliers de la Garde.

## Formation
La division est formée à partir du 123e régiment de fusiliers de la 41e division de fusiliers (ru) lors de l'invasion soviétique de la Pologne en 1939. Les régiments de fusiliers du 176e sont mis sur pied à Nikopol tandis que les unités d'artillerie se forment à Kryvyï Rih. Les cadres du 123e régiment représentaient 30 pour cent de la division tandis que le reste était constitué de réservistes mobilisés. Le général de brigade Dmitri Averine est devenu commandant de division. Le 28 septembre, la division nouvellement formée est transférée à Starokostiantyniv et entre dans la réserve du Front ukrainien . La division ne participe pas à l'invasion de la Pologne et revient à Nikopol fin octobre où les réservistes sont démobilisés. Au cours des mois suivants, elle est reconstituée avec de nouveaux conscrits et envoya des troupes pour la Guerre d'Hiver en remplacement en janvier. Le 27 janvier 1940, la division déménage dans la région de Kotovsk et Ananiv dans l'oblast d'Odessa, près de la frontière roumaine, et le 23 avril, le 591e régiment de fusiliers est transféré à Balta. La division participe à l'occupation soviétique de la Bessarabie en juin et juillet. Après la fin de l'opération, elle s'installe en garnison dans la région de Beltsi. Le colonel Vladimir Nikolaevitch Martsinkevich est  nommé commandant de la division le 16 juillet 1940. Cet officier avait auparavant commandé la 173e division de fusiliers pendant la Guerre d'Hiver et est promu au grade de major général le 9 novembre 1941. Le 22 juin, le 176e fait partie du 35e corps de fusiliers de la 9e armée avec la 95e division de fusiliers ; la 9e était à l'époque une armée indépendante, non affectée à aucun front.
Au 22 juin 1941, l'ordre de bataille est le suivant :
- 389e régiment de fusiliers
- 404e régiment de fusiliers
- 591e régiment de fusiliers
- 300e régiment d'artillerie
- 380e régiment d'artillerie d'obusiers
- 188e bataillon antichar[3]
- 433e batterie antiaérienne (plus tard 203e bataillon antiaérien)
- 128e compagnie de reconnaissance (plus tard 128e bataillon de reconnaissance)
- 166e bataillon de sapeurs
- 197e bataillon de transmissions (plus tard 1450e compagnie de transmissions)
- 141e bataillon médical/sanitaire
- 12e Compagnie de Défense Chimique (Anti-gaz)
- 152e compagnie de transport automobile
- 264e boulangerie de campagne (plus tard 103e boulangerie de campagne motorisée)
- 287e hôpital vétérinaire divisionnaire
- 1555e (plus tard 451e) bureau postal de camp
- 288e bureau de banque de campagne

## Batailles en Ukraine
Le 1er juillet, la division est transférée au 48e corps de fusiliers, toujours au sein de la 9e armée, qui fait désormais partie du front du Sud (anciennement district militaire d'Odessa). Quelques jours plus tard, elle reçut cinq bataillons de milices ainsi que les survivants des 2e et 23e divisions de gardes-frontières qui s'étaient retirés de la frontière. La 176e division reste avec la 9e armée, se retirant à travers le sud de l'Ukraine jusqu'en octobre tandis que les principales forces du groupe d'armées Sud se concentraient sur la bataille d'encerclement à l'est de Kiev. Début septembre, elle est une division distincte au sein de la 9e armée et en octobre, elle est retirée dans les réserves du Front ; le 380e régiment d'obusiers est retiré de la division le 14 octobre. En novembre et décembre, la 176e joue un rôle de premier plan dans la contre-offensive réussie du front du Sud à Rostov-sur-le-Don et dans la campagne d'hiver 1941-1942 qui s'ensuit. Début décembre, elle est directement sous le commandement du front, mais au cours de ce mois, elle est transférée à la 12e armée du même front où elle reste jusqu'en mars 1942, date à laquelle elle retourne dans les réserves du Front.

## Bataille du Caucase
Le 7 juillet, la 1re Panzer allemande et la 17e armée du groupe d'armées A lancent leur partie du Fall Blau, l'offensive d'été dans le sud de la Russie et dans les montagnes du Caucase. À cette époque, le 176e était de retour dans la 12e armée, toujours au sein du front du Sud. Juste après le début de l'offensive, le général Martsinkevitch est nommé commandant de la 24e armée du même front. Il est remplacé au commandement de la 176e division par le colonel Ivan Andreevich Rubaniouk, ancien commandant du 591e régiment de fusiliers de novembre à février puis commandant adjoint de la division.
Au cours des premières semaines de l'offensive allemande, la 12e armée est repoussée de ses positions le long du cours inférieur du Don et, le 25 juillet, la division, désormais décrite comme un reliquat, aide à tenir un secteur de 50 km de large à partir de Kiziterinka (à 20 km au sud-est de Rostov) vers l'est jusqu'à Belianine (50 km au sud-est de Rostov) en face du IIIe corps de Panzer de la 1re armée de Panzer. Au début du mois d'août, la 12e armée est subordonnée au groupe opérationnel Don du front du Caucase du Nord. Le groupe d'armées A est réorganisé le 17 août puis la 1re armée de Panzer reçoit l'ordre d'avancer vers le sud-est parallèlement aux montagnes du Caucase dans le but de s'emparer de la vallée de la rivière Terek, des villes clés d'Ordjonikidzé  et de Grozny, et finalement des champs de pétrole de Bakou.
La veille, les 23e et 3e Panzer divisions du 40e Panzer Corps (de blindés) renouvellent leur offensive en direction de Mozdok. À cette époque, la 176e avait été resubordonnée à la 9e armée et était positionnée dans son premier échelon qui se trouvait le long du Terek depuis Prokhladny vers l'est, après Mozdok. La 3e Panzerdivision atteint la rive nord du Terek dans la région de Mozdok à la fin du 23 août et s'empare de la ville deux jours plus tard. Après une semaine de combats confus, la 1re armée de Panzer est bientôt pratiquement paralysée et les défenses soviétiques commencent à se réorganiser. Le général Martsinkevich est limogé mais les forces de la 9e armée continuent à tenir la rive sud du Terek, à l'exception de deux têtes de pont tenues par les Allemands.

### Batailles le long du Terek
Au début du mois de septembre, il est constaté que le personnel de la division comprenait environ 30 à 40 pour cent de diverses nationalités caucasiennes. À cette époque, la 9e armée se composait des 176e, 151e, 389e et 417e divisions de fusiliers, de la 62e brigade de fusiliers marins et du 11e corps de fusiliers de la Garde, continuant à défendre le Terek du sud de Prokhladny vers l'est jusqu'au sud de Mozdok jusqu'au nord-ouest de Grozny. Elle est chargée d'empêcher le 52e corps d'armée allemand et dla 13e Panzerdivision de traverser la rivière et d'avancer sur Ordjonikidzé. Le 52e Corps commence son attaque à 2 h 0 le 2 septembre, tentant de traverser le Terek contre les positions du 11e corps de la Garde. En deux jours de combats en dents de scie, les forces allemandes, appuyées par les chars de la 23e Panzerdivision, réussissent à sécuriser une tête de pont près de 3 kilomètres de profondeur. Le 6 septembre, un groupement tactique mixte composé de deux divisions blindées et d'environ 40 chars creuse un profond fossé entre les 9e et 8e brigades de fusiliers de la Garde, mais à l'approche des contreforts nord des montagnes de Terek, il subit d'intenses tirs d'artillerie, de Katioucha et d'armes antichars, ainsi que de lourdes contre-attaques des forces soviétiques, et est temporairement stoppé.
Le commandant de la 1re Armée Panzer, le général. E. von Kleist, donne l'ordre à la 5e division SS Panzergrenadier Wiking le 22 septembre d'avancer vers l'est à travers les montagnes de Terek en direction de Grozny ou d'Ordjonikidzé en coopération avec la 111e division d'infanterie. À l'insu de Kleist, une partie de la 176e division de fusiliers, ainsi que la 52e brigade de chars, la 59e brigade de fusiliers et le 75e bataillon de chars, avaient été concentrées pour une contre-attaque contre un point faible perçu dans les défenses du 111e dans la vallée d'Alkhan-Churt. En conséquence, l'attaque de la 5e SS tombe directement vers ce groupement tactique, conduisant à un combat qui a duré près d'une semaine avant que l'assaut ne s'effondre face à une résistance soviétique acharnée, les deux divisions allemandes subissant de lourdes pertes, notamment à cause des armes antichars. Kleist impute cet échec à une mauvaise cohésion interne au sein de la 5e division SS. Le 3 octobre, il plaide auprès du haut commandement pour obtenir des renforts substantiels avant de pouvoir reprendre son avance. Pendant ce temps, le commandant du Front transcaucasien recommande à la STAVKA que son groupe de forces du Nord, auquel appartient alors la 9e armée, passe à la défensive, ce qui est accepté le 29 septembre
Le 23 octobre, il apparait au commandant du Groupe Nord, le lieutenant-général Ivan Maslennikov, que la 1re armée de Panzer allemande est épuisée et il propose une contre-attaque avec un groupe qui inclurait la 176e division. Cette proposition est abandonnée deux jours plus tard, lorsque les Allemands « épuisés » lancent une nouvelle offensive vers le sud-ouest puis vers l'est ; cette attaque est stoppée aux portes d'Ordjonikidze le 5 novembre Le 13 octobre, le colonel Roubaniouk est nommé commandant du 11e corps de fusiliers, remplacé par le colonel Vassili Vassilievitch Glagolev. Le 19 novembre, Glagolev reprend le 10e corps de la Garde et est remplacé par le colonel. Sergueï Mikhaïlovitch Bouchev, venu de la 10e brigade de fusiliers ; cet officier recevra le grade de général de division le 21 avril 1943 et dirigera le 176e jusqu'à sa transformation en unité de la Garde. En reconnaissance de ses succès dans les combats contre la 1re armée blindée près de Mozdok et d'Ordjonikidze, le 13 décembre, la division, ainsi que son 300e régiment d'artillerie, recevront chacun l'Ordre du Drapeau rouge. Il s'agit d'une distinction rare au début de la guerre, en particulier pour une sous-unité divisionnaire. 
Le 109e régiment de fusiliers remplace le 389e régiment de fusiliers dans l'ordre de bataille de la division ; ce régiment avait reçu l'Ordre du Drapeau Rouge le 27 mars 1942. ,

## Vers le Caucase occidental
Début décembre, le 176e quitte la 9e armée et passe sous le commandement direct du Groupe de forces du Nord. Plus tard dans le mois, il est transféré à la 58e armée, toujours dans le Groupe Nord. Cette armée commence à avancer vers l'ouest le 11 décembre à partir d'une ligne avec Malgobek sur le Terek sur le flanc droit (nord) à l'ouest d'Illarionovka où elle est reliée à la 9e armée ; la division est en deuxième échelon. La 58e armée affronte surtout la 50e division d'infanterie du 52e corps d'armée appuyée par le 51e bataillon de sapeurs. Les combats dans la région de Malgobek sont relativement décousus jusqu'à ce que le 176e soit engagé le 13 décembre.
L'attaque du 13 décembre, aidée sur la gauche par la 317e division de fusiliers, progresse de 4 à 6 km vers le nord et a commence un combat de deux jours pour la cote 501.0, combat qui s'est avéré être le seul succès de l'armée au cours de cette opération de la mi-décembre. L'offensive est renouvelée le 17 décembre mais empêche seulement la 50e division allemande de regagner ses positions perdues. La 58e armée attaque à nouveau, avec les 89e, 176e et 317e divisions les 21 et 22 décembre, pour être repoussée à chaque fois. D'autres attaques ont eu lieu les 24, 28 et 29 décembre dans ce qu'un récit allemand décrit comme des « combats de plus en plus désespérés », mais ne permettent pas non plus de progresser. La division est relevée dans la nuit du 1er au 2 janvier 1943 par la 155e brigade de fusiliers et commence à se déplacer vers la gare de Nazran, le 26 km au nord d'Ordjonikidze.
À l'ouverture de la nouvelle année, la division, avec le 10e corps de gardes et la 337e division de fusiliers, embarque pour être transportée vers la 47e armée du groupe de forces de la mer Noire, toujours au sein du front transcaucasien, où elle reste jusqu'au début de février. Dans un plan appelé Opération More (Mer) approuvé par la STAVKA le 8 janvier, la 47e armée, avec quatre divisions de fusiliers et cinq brigades, appuyées par des blindés et de l'artillerie, doit pénétrer les défenses roumaines dans la région d'Abinsk et capturer Krymsk, puis capturer le port et la ville de Novorossiïsk et nettoyer ensuite la péninsule de Taman de toutes les forces de l'Axe. La 176e doit, dans un second temps, rejoindre et renforcer les 103e et 8e brigades de fusiliers de la Garde pour poursuivre l'offensive en direction de Verkhne-Bakanskii. Un groupe amphibie composé de deux brigades de fusiliers navals renforcées doit débarquer à proximité de Yuzhnaya Ozereyka, à l'ouest de Novorossiysk, et prendre la ville avec une attaque au nord-est. Les 176e et 337e divisions doivent alors se concentrer dans la région de Gelendzhik d'ici la fin du 12 janvier. Cependant, à cause des tempêtes hivernales, cela n’est accompli que le 20 janvier. À cette date, la division compte un effectif de 6 069 personnes, soit 64 pour cent de l'effectif prévu.
Alors que la 17e armée allemande est repoussée vers la péninsule de Taman, la 176e est de nouveau transférée, désormais à la 18e armée, toujours dans le groupe de forces de la mer Noire qui faisait désormais partie du front du Nord-Caucase. Le 591e régiment de fusiliers est décoré de l'Ordre du Drapeau rouge le 8 février 

### Bataille de Novorossiïsk
Début avril, la majeure partie de la 18e armée, y compris la 176e, occupe une tête de pont appelée Malaïa Zemlya, créée le 4 février au sud de Novorossiïsk. L'armée, sous le commandement du lieutenant-général Konstantin Leselidze compte plus de 20 000 hommes sur tête de pont, avec un soutien d'artillerie et de chars. Elle fait face au 5e Corps d'Armée germano-roumain qui prépare une nouvelle offensive pour éliminer la tête de pont qui mesurait alors environ 6 km de large et 4,5 km de profondeur. À la mi-avril, la division tient la section centrale du front de tête de pont avec la 51e brigade de fusiliers au sud.
L'opération Neptune débute le 17 avril. Le 5e corps dispose de 28 000 soldats, dont la 4e division de montagne et la 125e division d'infanterie et des éléments de trois divisions roumaines appuyés par un détachement de canons d'assaut StuG III et trois bataillons d'artillerie lourde. L'assaut doit également être soutenu par un soutien aérien considérable et la Kriegsmarine est chargée d'interdire les lignes de ravitaillement navales soviétiques jusqu'à la tête de pont. L'effort principal, fait par la 4e division de montagne, vise le mont Myskhako qui était le bastion sud de la tête de pont. Les unités roumaines se voient attribuer uniquement un rôle de soutien. L'opération est retardée à plusieurs reprises en raison de conditions météorologiques défavorables qui auraient affecté les opérations aériennes et l'observation de l'artillerie, mais elle a finalement lieu afin de devancer les inévitables nouvelles attaques soviétiques.
Neptun est retardée à 6 h 30, mais est toujours gêné par une couverture nuageuse de 60 pour cent et du brouillard au sol. Cinq bataillons de la 4e division de montagne attaquent le 2e bataillon de la 107e brigade de fusiliers juste à l'ouest du mont Myskhako, mais ne font aucun progrès en raison du manque de soutien aérien efficace et subissent 898 pertes. Avant que le commandant du 5e Corps ne soit pleinement conscient de cet échec, il ordonne à la 125e division d'infanterie de commencer sa partie de l'offensive à 7 h 30 tandis que les canons d'assaut qui doivent l'appuyer ne sont pas arrivés à temps. L'attaque a lieu près de la frontière entre la 176e et la 51e brigade, sur un terrain vallonné et fortement boisé, et bien qu'elle se poursuive pendant le reste de la journée, la résistance acharnée des deux unités de l'Armée rouge limite son avance à 700 m. Le blocage du ravitaillement et des renforts soviétiques est également un échec. Le 20 avril, l'offensive est renouvelée avec un nouvel effort visant à diviser la tête de pont entre la 176e division et la 51e brigade. Cette fois, le 5e corps disposait de deux batteries de canons d'assaut, de deux bataillons de lance-roquettes Nebelwerfer et d'un soutien aérien considérable. L'attaque gagne encore 1 000 m mais les flancs tiennent bon et le général Leselidze engage sa réserve (8e brigade de la Garde et 83e brigade de fusiliers marins) pour arrêter l'avancée. La Force aérienne rouge est également renforcée par six régiments de chasseurs Yak-9. L'offensive allemande se poursuit pendant encore une semaine mais ne réalise aucun autre gain. Cet échec fait du flanc de la 17e armée sur la côte une source constante de préoccupation jusqu'à ce que le Kouban soit finalement évacué par les Allemands.
La 176e reste à Malaïa Zemlya en tant que division de fusiliers directement rattachée à la 18e armée jusqu'en septembre. Le 3 septembre, Hitler finit par convenir avec ses conseillers d'évacuer la tête de pont du Kouban mais le front du Nord-Caucase du Nord ne le sait pas et prépare la libération de Novorossiïsk. L'assaut combiné terrestre et amphibie commence dans la nuit du 10 au 11 septembre et les combats pour la ville se poursuivent pendant plusieurs jours jusqu'à ce qu'elle soit abandonnée par le 5e Corps dans la nuit du 15 au 16 septembre et que les unités de la 18e armée entrent sans opposition dans la matinée. La 17e armée achève son évacuation du Kouban le 9 octobre. Le même jour, la 176e division de fusiliers est officiellement rebaptisée 129e division de fusiliers de la Garde.